# Municipio de Hudson (condado de Lenawee)
El municipio de Hudson (en inglés: Hudson Township) es un municipio ubicado en el condado de Lenawee en el estado estadounidense de Míchigan. En el año 2010 tenía una población de 1497 habitantes y una densidad poblacional de 15,85 personas por km².

## Geografía
El municipio de Hudson se encuentra ubicado en las coordenadas 41°51′7″N 84°17′47″O / 41.85194, -84.29639. Según la Oficina del Censo de los Estados Unidos, el municipio tiene una superficie total de 94.44 km², de la cual 91,65 km² corresponden a tierra firme y (2,95 %) 2,78 km² es agua.

## Demografía
Según el censo de 2010, había 1497 personas residiendo en el municipio de Hudson. La densidad de población era de 15,85 hab./km². De los 1497 habitantes, el municipio de Hudson estaba compuesto por el 98,33 % blancos, el 0,33 % eran afroamericanos, el 0,13 % eran asiáticos, el 0,2 % eran de otras razas y el 1 % eran de una mezcla de razas. Del total de la población el 1,74 % eran hispanos o latinos de cualquier raza.